# Hidroxietilrutósido
Los hidroxietilrutósidos (oxerutinas, O -beta-hidroxietil-rutósidos, HR o HER) son derivados hidroxietílicos de los rutósidos. Ejemplos incluyen:
- monoxerutina
- Dihidroxietilrutósido
- troxerutina
- Tetrahidroxietilrutósido

Las oxerutinas son derivados semisintéticos de componentes vegetales. Aunque están estrechamente relacionados con la rutina flavonoide natural, los hidroxietilrutósidos no se encuentran en los alimentos. La única forma de tomarlos es en forma de suplemento.

## Beneficios de salud
Relvène (versión francesa de 1967), Venoruton (versión suiza de 1962) y Paroven son mezclas de hidroxietil rutinósidos. Los hidroxietilrutósidos se utilizan en el tratamiento de la insuficiencia venosa crónica  y la microangiopatía hipertensiva.  Las oxerutinas actúan reduciendo las fugas de los vasos sanguíneos pequeños (capilares). 
Los hidroxietilrutósidos se han utilizado como alternativa a los preparados de castaño de indias (venostasina) que contienen escina . Las dosis típicas son del orden de 1000 mg/día. 
Se han investigado en ratas los efectos de los hidroxietilrutósidos contra la toxicidad inducida por adriamicina.